# Christian Maråker
Christian Maråker, né le 24 septembre 1982, à Varberg, en Suède, est un joueur suédois de basket-ball. Il évolue au poste d'ailier fort.